# Rexford Tugwell
Rexford Guy Tugwell (Sinclairville, Nueva York, 10 de julio de 1891-Greenbelt, Maryland 21 de julio de 1979) fue un economista estadounidense que participó en la administración presidencial de Franklin D. Roosevelt como parte de su "Brain Trust" e influyó en decisiones presidenciales para reactivar la economía estadounidense tras el New Deal.  
Tras graduarse de economía y finanzas en la Universidad de Pensilvania mostró gran talento profesional y fue designado profesor en la Universidad de Columbia y en la Universidad de Washington, abogando por la planificación económica a la cual consideraba un éxito tras los resultados obtenidos por ese método en la Primera Guerra Mundial para que las economías de los países en guerra pudieran subsistir. Cuando en 1932 la presidencia de EE. UU. fue asumida por Franklin D. Roosevelt, Tugwell fue llamado como consejero al grupo de asesores políticos de Roosevelt denominado informalmente Brain Trust.
A partir de ese puesto, Tugwell se desempeñó como Subsecretario de Agricultura y ayudó a diseñar la Ley de Ajuste Agrícola de 1934 dirigiendo el plan de subsidios a campesinos a cambio que no cultivaran sus tierras y asegurar así precios elevados a los productores agrarios. Otra obra de Tugwell fue la creación de la Resettlement Administration, una división de la Federal Emergency Relief Administration destinada a crear comunidades urbanas planificadas para campesinos desempleados, dándoles acceso a oportunidades de empleo en las ciudades pero evitando que se formen barriadas de extrema pobreza. 
Estos esfuerzos lograron éxitos en sus primeros años pero luego fue difícil abarcar en estas "ciudades planificadas" a gran parte de la población rural, además que el costo de ejecutar estos planes era demasiado alto para una efectividad incierta. Ante la oposición a sus proyectos de planificación económica masiva, tachados de socialistas por sus detractores, en 1936 Tugwell se retiró de la administración Roosevelt.
Tugwell fue designado gobernador de Puerto Rico entre 1941 y 1946, desde este cargo Tugwell apoyó la idea del eventual autogobierno interno de la isla y la derogación de la Ley Jones de 1917, sosteniendo la necesidad que su sucesor sea un nativo de Puerto Rico. Las gestiones de Tugwell fueron aceptadas por el gobierno estadounidense que en 1946 designó a Jesús T. Piñero para el puesto de Gobernador. 
Tras abandonar el cargo de Gobernador en Puerto Rico, Tugwell se retiró del servicio público durante la administración de Harry S. Truman y volvió como docente a la cátedra de economía de la Universidad de Chicago durante varios años. Tras su retiro se estableció en Maryland, donde murió a la edad de 88 años.